# Gilbert Saulière
Gilbert Saulière (* 11. Februar 1930 in Paris; † 8. Juli 2021 in Jalesches) war ein französischer Radrennfahrer.

## Sportliche Laufbahn
Saulière war im Straßenradsport aktiv. 1954 siegte er in der Internationalen Saarland-Rundfahrt. 1953 wurde er Vizemeister der französischen Amateure hinter Raymond Hoorelbeke. Bei den Straßenradsport-Weltmeisterschaften kam er auf den 17. Platz.
Zweiter wurde Saulière 1952 bei Paris–Briare und Paris-Évreux hinter Roland Bezamat. Dritter wurde er 1953 in der Tour d’Eure-et-Loir und bei Paris-Fontenailles. 1957 startete Saulière in der Internationalen Friedensfahrt und belegte den 51. Gesamtrang. In der Österreich-Rundfahrt 1957 kam er auf den 9. Platz.